# ×Elymotrigia bobrovica
Elymotrigia bobrovica là một loài thực vật có hoa trong họ Hòa thảo. Loài này được Kotukhov mô tả khoa học đầu tiên năm 1998.